# The Bastard (téléfilm)
Pour les articles homonymes, voir The Bastard.
The Bastard est un téléfilm dramatique américain en deux parties, d’une durée totale de quatre heures, réalisé en 1978 par Lee H. Katzin, diffusé pour la première fois les 22 et 23 mai 1978.
Il est tiré du roman historique de John Jakes, publié en 1974, The Bastard. Il s’agit de la première histoire de la série Les Chroniques familiales de Kent. Le roman mêle personnages fictifs et événements et personnages historiques, pour raconter l'histoire des États-Unis d'Amérique pendant la période menant à la Révolution américaine.
Le téléfilm a été nommé en 1979 au Golden Globe de la meilleure mini-série ou du meilleur téléfilm.
The Bastard a été suivi de The Rebels, deuxième de la série, puis de The Seekers, troisième de la série.

## Synopsis
Au XVIIIe siècle, Phillipe Charboneau vit en France et est le fils illégitime d'un duc anglais. Quand il entreprend de se rendre en Angleterre pour réclamer sa part d’héritage, il est l’objet de la colère de la famille de son père et se trouve contraint de fuir en Amérique, où il est mêlé aux événements menant à la révolution américaine.

## Fiche technique
Sauf indication contraire, les informations mentionnées dans cette section peuvent être confirmées par la base de données cinématographiques IMDb,  présente dans la section « Liens externes ».Source IMDb
- Titre original : The Bastard
- Réalisation : Lee H. Katzin, assisté de Daniel Franklin et Chase Newhart
- Scénario : John Wilder, Cara Trueblood, Guerdon Trueblood, d'après le roman The Bastard de John Jakes
- Musique : John Addison
- Direction artistique : Loyd S. Papez
- Décors : Richard Friedman et Roy Barnes
- Costumes : Jean-Pierre Dorléac, assisté de Vincent Dee
- Photographie : Michel Hugo
- Son : Andrew Gilmore
- Montage : Michael S. Murphy, Robert F. Shugrue
- Casting : Bob Edmiston
- Production : 
  - Direction de production : Fred R. Simpson, Joe Byrne, John Wilder
  - Coproduction : Susan Lichtwardt
- Pays de production :  États-Unis
- Langue originale : anglais
- Format : Technicolor
- Genre : aventure romantique, drame
- Durée : 240 minutes (en 2 parties)
- Dates de première diffusion :
  - États-Unis : mai 1978
- Classification :
  - États-Unis : tous publics

## Distribution
Sauf indication contraire, les informations mentionnées dans cette section peuvent être confirmées par la base de données cinématographiques IMDb,  présente dans la section « Liens externes ».Source IMDb
- Andrew Stevens : Philippe Charboneau / Philip Kent
- Tom Bosley : Benjamin Franklin
- Kim Cattrall : Anne Ware
- Buddy Ebsen : Benjamin Edes
- Lorne Greene : Mgr Francis
- Olivia Hussey : Alicia
- Cameron Mitchell : le capitaine Plummer
- Harry Morgan : le capitaine Caleb
- Patricia Neal : Marie Charboneau
- Eleanor Parker : Lady Amberly
- Donald Pleasence : Solomon Sholto
- William Shatner : Paul Revere
- Barry Sullivan : Abraham Ware
- Noah Beery Jr. : Dan O'Brien
- Peter Bonerz : Girard
- John Colicos : Lord North
- William Daniels : Samuel Adams
- James Gregory : Will Campbell
- Herbert Jefferson Jr. : Lucas
- Keenan Wynn : Johnny Malcolm
- Monte Landis : Turly
- Raymond Burr : le narrateur (voix)